# Margareta Niculescu
Margareta Niculescu (n. 4 ianuarie 1926, Iași, România – d. 19 august 2018, Charleville-Mézières, Grand Est, Franța) a fost un artist păpușar român, profesor, regizor și director de teatru. Ea a contribuit la reînnoirea teatrului de marionete în Europa și în lume, începând cu anul 1950. A fost director al Teatrului Țăndărică din București. Ea a condus Institutul Internațional de Teatru de Păpuși din Charleville-Mezieres, în Ardeni, și a fost cofondatoare, împreună cu Jacques Félix, a Școlii Naționale de Artă a Marionetelor din acel oraș.

## Biografie

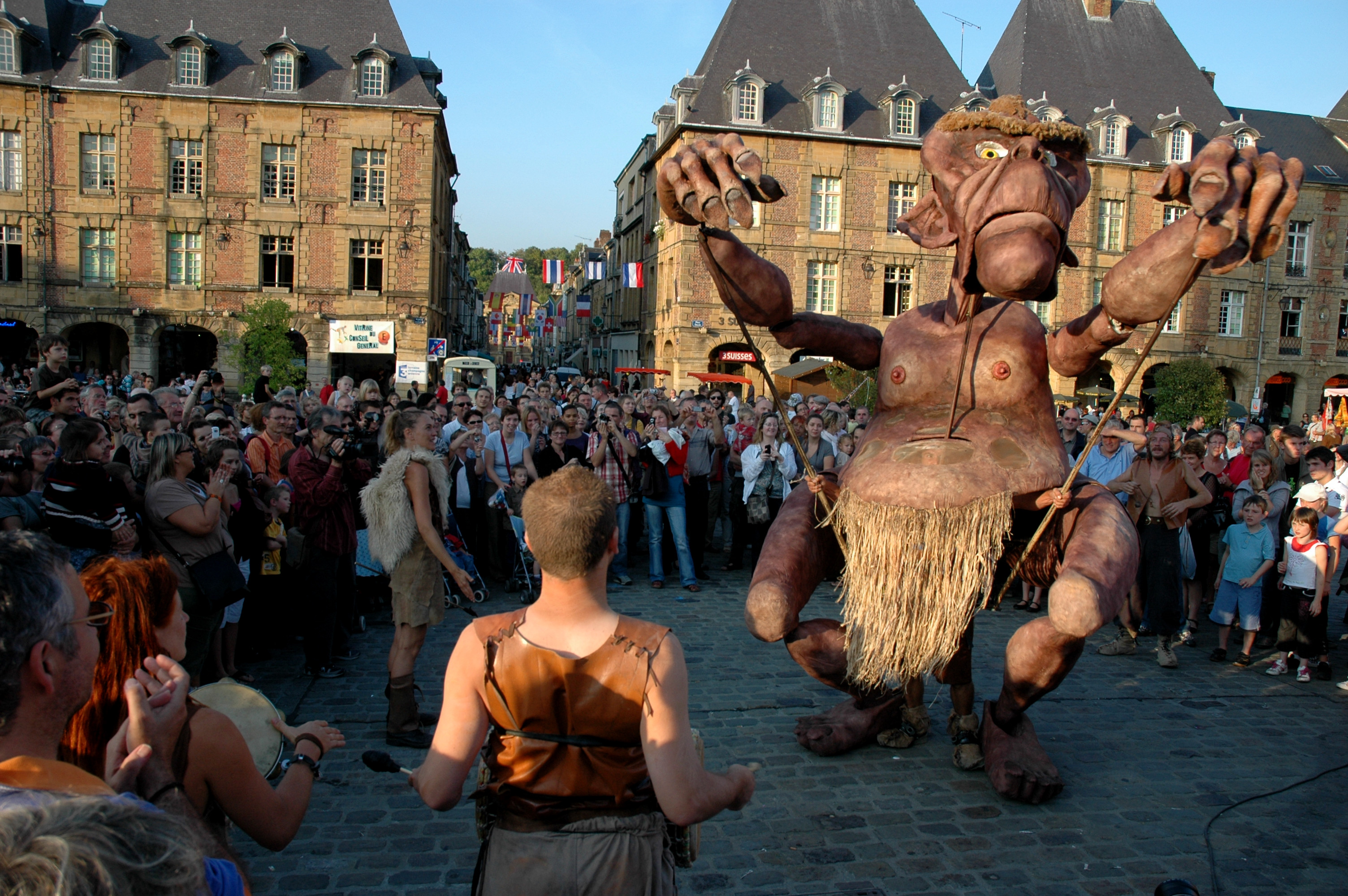
Festivalul mondial al teatrelor de păpuși, Charleville-Mézières

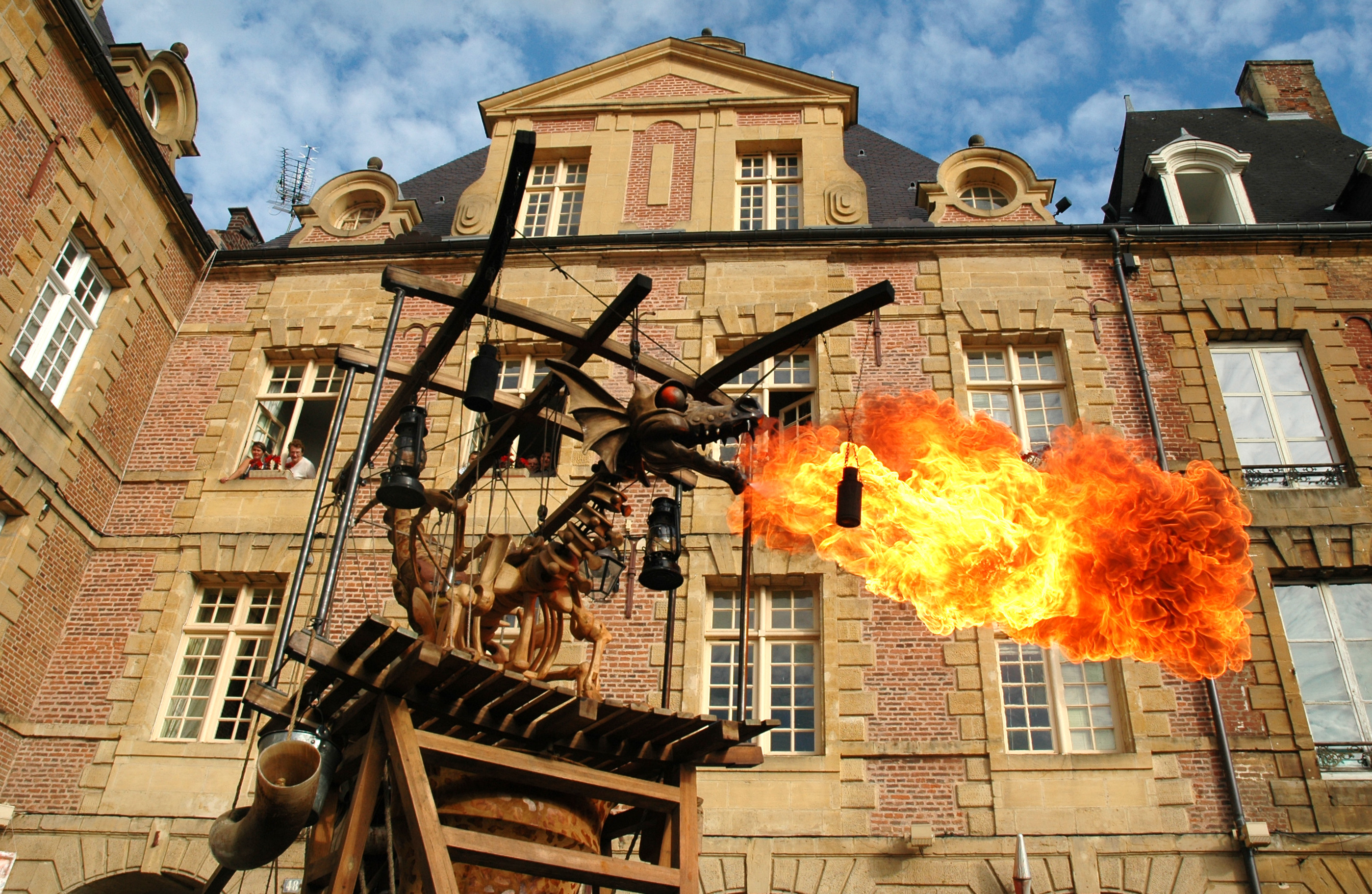
Festivalul mondial al teatrelor de păpuși, Charleville-Mézières

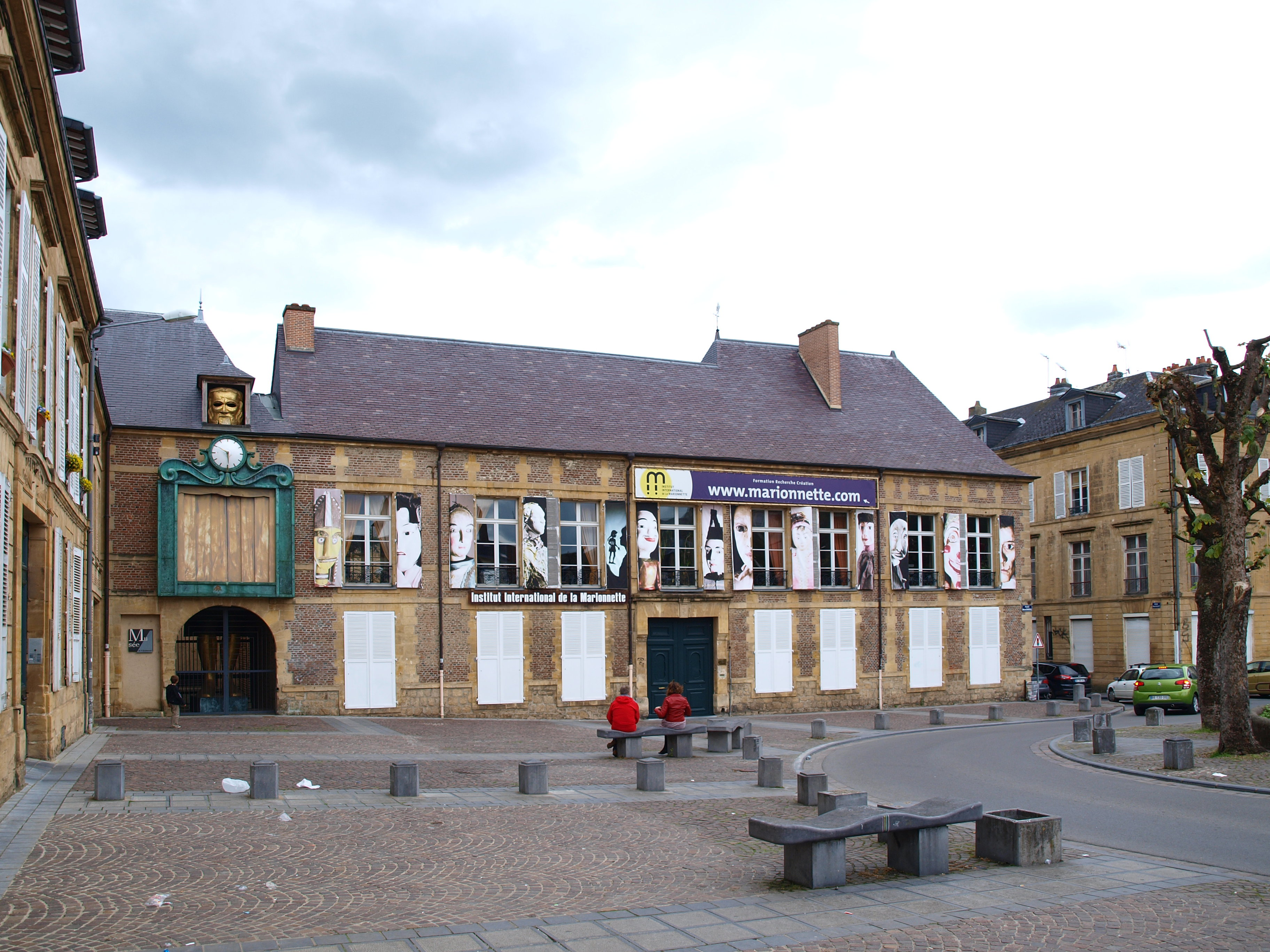
Institutul Internațional de Teatru de Păpuși

Margareta Niculescu s-a născut la 4 ianuarie 1926 în România. În timp ce ea lucra ca jurnalistă  independentă, a descoperit o trupă de păpușari care concepeau arta lor ca o artă teatrală și își orientau creațiile lor în consecință. Teatrul de păpuși nu era în acea epocă nici organizat nici profesionalizat, atât în România, ca și în multe alte țări. Existau trupe mici, ce se foloseau de personaje și un repertoriu provenite din tradiția populară.
În acei ani, Partidul Comunist Român a preluat puterea, a abolit monarhia la 30 decembrie 1947 și a proclamat Republica Populară Română. A fost creată o nouă rețea de instituții culturale, controlate de stat. Margareta Niculescu s-a adresat Ministerului Culturii, solicitând acordarea acelor trupe a statutului de teatru national. Domeniul era unul nou pentru ea, ea urmând concomitent cursuri la Institutul de Artă Teatrală și Cinematografică (IATC), din București. Ea se oferă să asocieze trupa pe care o promova cu trupa Teatrului Țăndărică, condus de unul dintre profesorii săi de la IATC, Nicolae Massim, cu condiția de a fi numită la conducerea teatrului. Astfel ajunge director al Teatrului Țăndărică. Avea doar 23 de ani la numire și va rămâne în această funcție timp de 37 de ani, între 1949-1986..
Ea avea să confere teatrului o reputație internațională, materializată prin acordarea Premiului Erasmus în 1978. 
Principalele realizări ale sale sunt piesele: Umor pe sfori (1954) - unde îmbunătățește cadrul figurativ prin folosirea unei varietăți de materiale în realizarea figurinelor: țesături, obiecte, arcuri metalice etc., Mâna cu cinci degete (1958) - o parodie după filmele de acțiune,  Cartea cu Apolodor (1962) - a poetului suprarealist Gellu Naum, Eu și materia moartă (1964) - cu participarea actorului Mircea Crișan, Cele trei femei ale lui Don Cristóbal (1965) - după Federico García Lorca, Cabarettissimo (1969),  Ninigra și Aligru (1971), Pisica ce mergea numai singură (1976) - după lucrările lui Rudyard Kipling, Făt-Frumos din Lacrimă (1982) – după opera poetului Mihai Eminescu.
Teatrul Țăndărică a fost invitat în multe țări, dând reprezentații în special la Magdeburg, Belgrad, Namur, Sofia, Cairo, Lübeck și Copenhaga, punând în scenă la Copenhaga, de exemplu, o transpunere a piesei Peer Gynt, a lui Henrik Ibsen..

## Distincții
- Medalia Muncii (20 august 1951) „cu ocazia zilei de 23 August 1951”[10]
- titlul de Artist Emerit (28 martie 1962) „pentru realizări valoroase în domeniul artistic”[11][12]
- Ordinul „Meritul Cultural” clasa a IV-a (6 noiembrie 1967) „pentru merite deosebite în domeniul artei dramatice”[13]

În 1978 a primit, împreună cu teatrul pe care-l conducea, Premiul Erasmus. În 2003, președintele României, Ion Iliescu i-a acordat Ordinul Meritul Cultural Român, în grad de Comandor.

## Lucrări
- Světové loutkářství : současné loutkové divadlo slovem i obrazem, 1966, în cehă.
- The puppet theatre of the modern world; an international presentation in word and picture, UNIMA, 1967, în engleză și germană.
- Puppentheater der Welt; zeitgenössisches Puppenspiel in Wort und Bild, UNIMA, 22 de ediții apărute între 1965 și 1968, în germană.
- Marionnettes du monde entier : théâtres de marionnettes contemporains, UNIMA, 1967, în franceză.
- L'avant-garde et la marionnette, 1988, în franceză.
- Die Avantgarde und das Figurentheater, 1993, în germană.
- Marionnettes en territoire brésilien, Festival mondial des théâtres de marionnettes, 1994, în franceză.
- Passeurs et complices (Passing it on), Institut international de la marionnette, 2009, în franceză și engleză.